# 데폭

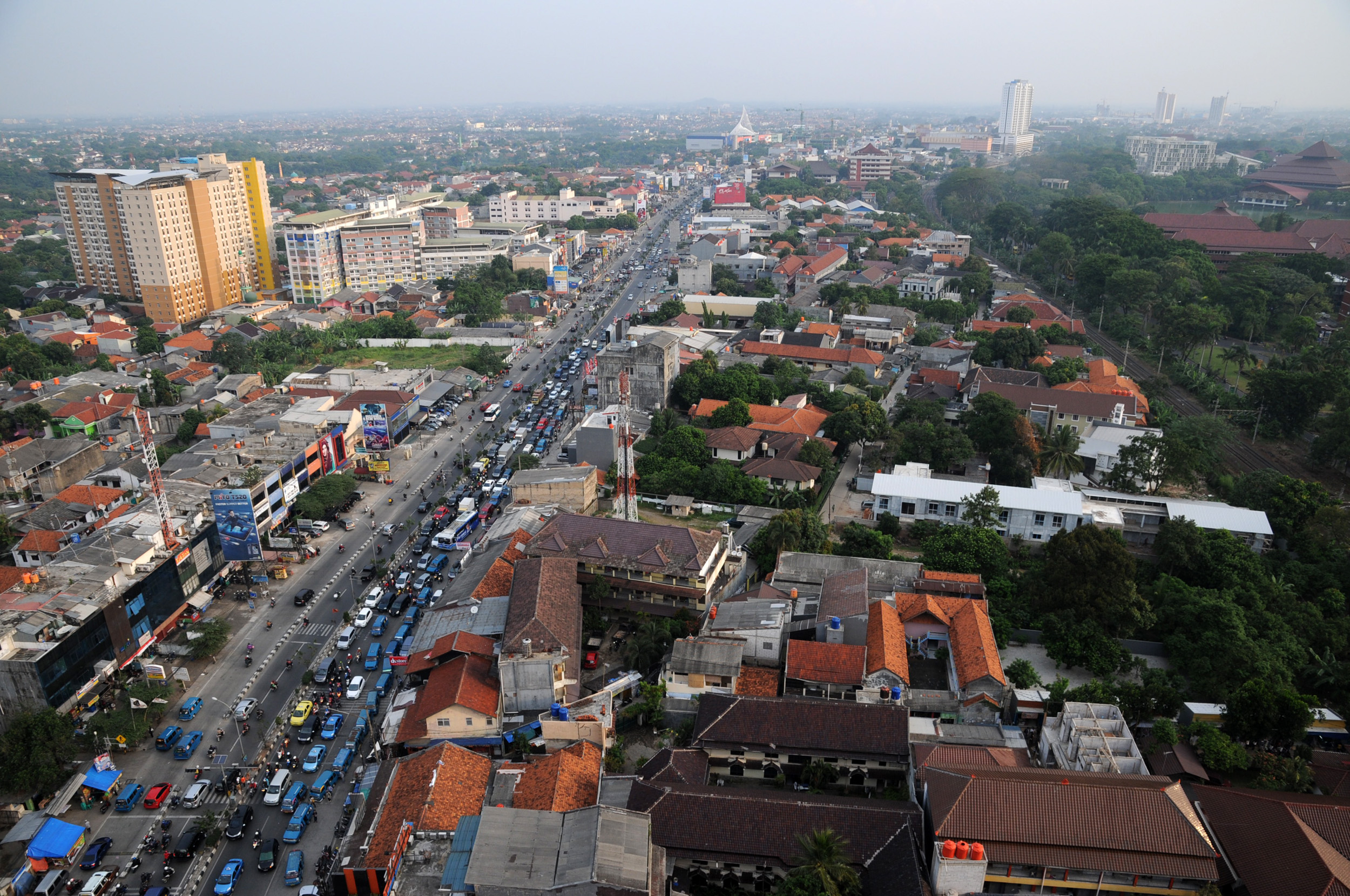

데폭(인도네시아어: Depok)은 인도네시아 자와바랏주의 도시로, 면적은 200.29km2, 인구는 1,374,903명(2005년 기준)이다. 자카르타(인도네시아의 수도)와 인접한 지점에 위치하며 자카르타 도시권을 형성한다.

## 자매도시
- 일본 가고시마현 소오군 오사키정